# Deadman's Cay Airport
Deadman's Cay Airport är en flygplats i Bahamas. Den ligger i den sydöstra delen av landet, 300 km sydost om huvudstaden Nassau. Deadman's Cay Airport ligger 3 meter över havet. Den ligger på ön Long Island.
Terrängen runt Deadman's Cay Airport är mycket platt. Havet är nära Deadman's Cay Airport åt sydost. Trakten är glest befolkad. Närmaste större samhälle är Clarence Town, 14,3 km sydost om Deadman's Cay Airport. 